# ادی هاوس
ادی هاوس (انگلیسی: Eddie House؛ زادهٔ ۱۴ مهٔ ۱۹۷۸) بازیکن بسکتبال اهل ایالات متحده آمریکا است.
از باشگاه‌هایی که در آن بازی کرده‌است می‌توان به فینیکس سانز، میامی هیت، میلواکی باکس، بروکلین نتس، نیویورک نیکس، ساکرامنتو کینگز، لس آنجلس کلیپرز، بوستون سلتیکس، و شارلوت هورنتس اشاره کرد.